# Curly Sue (sång)
"Curly Sue" är den andra singeln till Takidas album Bury The Lies och även en låt på albumet. Singeln släpptes den 10 oktober 2007, och i december samma år kunde man för första gången se videon till låten. Efter släppet av singeln kunde man börja höra låten på Bandit Rock och Sveriges Radio P3. Den tog även en 20:e plats på P3:s Trackslistan den 20 oktober 2007, 10 veckor senare hade den klättrat upp till en första plats, en plats den behöll i 10 veckor.  Låten blev nummer 1 på Trackslistans årslista för 2008.
Melodin testades även på Svensktoppen, där den tog sig in på listan den 2 februari 2008, och som bäst låg på andra plats. Den 8 februari 2009 hördes låten sista gången på Svensktoppens lista, för att sedan veckan därpå vara utslagen. I början av 2008 kunde Curly Sue också höras på allt fler radiostationer och växte till en stor radiohit och i maj 2008 sålde den guld.
Låten handlar om sångaren Robert Petterssons dåvarande fru.